# Dasychira mniara
Dasychira mniara är en fjärilsart som beskrevs av Collenette 1936. Dasychira mniara ingår i släktet Dasychira och familjen tofsspinnare. Inga underarter finns listade i Catalogue of Life.